# The Sims 2: Pets
The Sims 2: Pets er den fjerde udvidelsespakke til Maxis' univers, Sims 2. Den udkom d. 17. oktober 2006 i USA og d. 20 oktober i resten af verden.
Det hele går ud på, at dine Sims kan få hunde, katte og andre kæledyr. Dem kan de så tage med i parken, og lege med dem dér, eller blive derhjemme og lege dér. Der er selvfølgelig også nye møbler o.l. med i udvidelsespakken.
Udover udvidelsespakken til PC-versionen, er der også udgivet en række konsolspil under samme navn, men med et anderledes gameplay.